# Ланьков, Андрей Николаевич
Андре́й Никола́евич Ланько́в (род. 26 июля 1963, Ленинград, РСФСР, СССР) — советский и российский востоковед-кореевед и публицист. Кандидат исторических наук, профессор.

## Биография
В 1986 году окончил Восточный факультет Ленинградского государственного университета. Учился на одном курсе с Андреем Константиновым и Евгением Вышенковым. В 1989 году окончил аспирантуру при восточном факультете, защитив диссертацию по средневековой истории Кореи на тему «„Партии“ и политическая борьба в Корее XVI—XVIII веков». В 1989—1992 годах преподавал корейский язык и историю Кореи на востфаке ЛГУ/СПбГУ.
В 1992—1996 годах работал в Южной Корее. С 1996 года по 2004 год преподавал корейский язык и историю в Австралийском национальном университете в Канберре. С 2004 года вновь работает в Южной Корее, в сеульском университете Кунмин (кор. 국민대학교), где получил должность профессора.
До конца 2017 года регулярно публиковался в качестве обозревателя и комментатора в англоязычной южнокорейской газете «Корея таймс».
Примерно с 2018 года является регулярным колумнистом американского сайта NK News, посвященного новостям о КНДР.
В июне 2022 года дал интервью о жизни в КНДР Илье Варламову, в ноябре 2023 года — Юрию Дудю, после которого стал известен широкой аудитории, а в январе 2024 года — Борису Кагарлицкому на канале «Рабкор». В феврале 2025 года завел собственный YouTube-канал.

## Научная и публицистическая деятельность
Сфера интересов: история Кореи, в частности, история КНДР, повседневная жизнь в Корее, проблема объединения Кореи, история советских корейцев. Является одним из ведущих специалистов по КНДР в мире, автор научных статей, страноведческих публикаций на корейскую тематику. Его работы опубликованы на корейском, русском, китайском и английском языках.

## Публикации
Книги
- 평양 지붕의 밑 (Под крышами Пхеньяна). Сеул, «Ёнхап тхонсинса», 1991. (кор.)
- Северная Корея: Вчера и сегодня. М., Восточная литература. 1995. 291 стр. 700 экз.
- 북한현대정치사 (Современная политическая история Северной Кореи). Сеул, «Орым», 1995. (кор.)
- Политическая борьба в Корее XVI—XVIII вв. (Серия «Orientalia») СПб, Петербургское востоковедение. 1995. 192 стр. 500 экз.
- Корея: Будни и праздники. М., «Международные отношения», 2000. 473 стр.
- From Stalin to Kim Il Sung. London, «Hurst Publishers[англ.]», 2002. (англ.)
- 1956: The Challenge to Kim Il Sung and the Failure of de-Stalinization in the DPRK. Honolulu, «Hawaii University Press[англ.]», 2005. (англ.)
- Неформальная история Северной Кореи. М., «Восток-Запад», 2004.
- Быть корейцем. М., «Восток-Запад», 2006. 542 стр.
- North of the Dmz: Essays on Daily Life in North Korea. Seattle, «McFarland & Company», 2007. (англ.)
- The Dawn of Modern Korea. Seoul, «Eunhaeng Namu», 2007. (англ.)
- Август, 1956 год. Кризис в Северной Корее. М. РОССПЭН, 2009
- The Real North Korea: Life and Politics in the Failed Stalinist Utopia. USA, Oxford University Press, 2013. (англ.)
- К северу от 38-й параллели. Как живут в КНДР. — М.: Альпина нон-фикшн, 2020. — 512 с. — ISBN 978-5-00139-282-8.
- Корея: рывок в современность. — Новосибирск: ИАЭТ СО РАН, 2021. — 384 с.
- Не только кимчхи. История, культура и повседневная жизнь Кореи. — М.: Альпина нон-фикшн, 2024. — 608 с.